# Фасівський район
Фа́сівський райо́н — адміністративно-територіальна одиниця УСРР, що існувала з 1923 по 1925 роки в складі Коростенської та Житомирської округ. Районний центр — село Фасова (до 24 серпня 1923 року — села Кам'яний Брід і Топорище).

## Територія та населення
На час створення району площа його території становила 448,2 кв. версти, кількість населення — 32 180 осіб, щільність населення — 66 осіб на кв. версту. Загальна кількість населених пунктів — 51, з них: 31 село, 19 колоній та хутір; за кількістю домогосподарств: до 50 дворів — 19 населених пунктів, від 51 до 100 дворів — 18 населених пунктів, від 101 до 200 — 8, від 201 до 300 — 2 і від 301 до 500 дворів — 4.

## Історія та адміністративний устрій
Район було утворено 7 березня 1923 року, у складі Коростенської округи Волинської губернії УСРР з Бражинської, Буківської, Гацьківської, Добринської, Емілівської, Ісаківської, Кам'янобрідської, Ковалівської, Красноріченської, Кропивенської, Лісівщинської, Салівської, Селецької, Топорищенської, Турчинської, Фасівської сільських рад Фасівської та Ушомирської волостей Коростенського повіту, з адміністративним центром у селах Кам'яний Брід і Топорище.
24 серпня 1923 року, відповідно до рішення Волинської ГАТК «Про зміни границь в межах округів, районів і сільрад», в районі створено Коритищенську сільську раду, з центром в селі Коритище; районний центр перенесено до с. Фасова. 30 жовтня 1924 року утворено Руднє-Фасівську і Мойсіївську німецькі сільські ради та Старобобрицьку польську національну сільраду.
Відповідно до постанови ВУЦВК від 17 червня 1925 року «Про адміністраційно-територіяльне переконструювання Бердичівської й суміжних з нею округ Київщини, Волині й Поділля», район було передано до складу Житомирської округи.
Район ліквідований 23 вересня 1925 року постановою Президії ВУЦВК. Лісівщинську, Ковалівську, Мойсіївську сільські ради передано до складу Ушомирського району, Бражинську, Буківську, Добринську, Емілівську, Салівську, Селецьку сільські ради — до складу Потіївського району, Гацьківську, Ісаківську, Кам'янобрідську, Коритищенську, Красноріченську, Кропивнянську, Руднє-Фасівську, Топорищенську, Турчинську, Фасівську сільські ради — до складу Володарського району.